# Steve Albini
Steven Frank (Steve) Albini, född 22 juli 1962 i Pasadena, Kalifornien, död 7 maj 2024 i Chicago, Illinois, var en amerikansk musiker och ledare av banden Big Black, Rapeman och Shellac. Han var även musikproducent, ljudtekniker och musikjournalist. 
Steve Albini var mest känd som musikproducent, bland annat Pixies, PJ Harvey och svenska Souls. Hans första band hette Small Irregular Pieces of Aluminium. Steve Albini samarbetade även med Nirvana och producerade flertalet av låtarna på deras sista studioalbum In Utero (1993).